# Корти Милли
Корти Милли — таджикский поставщик электронных платёжных систем для внутренних транзакций в Таджикистане. Система эмитирует собственные банковские карты и предоставляет услуги электронных платежей, аналогичные MasterCard и Visa.
Система создана в январе 2012 года национальным банком Таджикистана. Карты принимаются на всей территории Таджикистана для оплаты товаров и услуг, снятия денег в банкомате, перевода средств в любой точке страны, где обслуживают банковские карты. Держатели карт могут провести любые операции как при помощи банковских терминалов, так и дистанционно — в интернете или через мобильное приложение.
Деятельность системы регулируется законом Таджикистана «О национальной платежной системе», «Стратегией развития Национальной платежной системы» и «Концепцией создания национальной системы платежных карт».
В 2018 году система заключила партнёрское соглашение с российской системой «Мир».
В 2020 году налажена интеграция системы с Казахстаном.
В 2021 году между системами Корти Милли и «Мир» были налажены трансграничные переводы.
К 2023 году выпущено уже более 3 млн карт, карты выпускаются и обслуживаются более чем 20 банками страны, принимаются в более чем 1150 банкоматах и 3705 терминалах. Карты принимаются к оплате также в других странах в рамках партнёрских программ.
В июле 2023 года система также начала выпуск специализированных карт Корти Осон.
В декабре 2023 года Таджикистан стал первой страной, которая начала в рамках своей банковской системы эмитировать карты «Мир», совмещенные в рамках кобрендинга с системой Корти Милли.